# Янктон
Янктон заедно с янктонаите образуват централното разделение на сиуксите. Името янктон идва от Иханктонуан, което на техния език означава Село в края (от иханке – край и отонуе – село). В края на 18 век, янктоните и янктонаите се преместват в източните части на територията Дакота, напускайки родината си в южна Минесота и северозападна Айова. До 1804 г., когато ги срещат Луис и Кларк, янктон вече живеят по поречията на реките Джеймс, Де Мойн и Биг Сиукс Ривър в източната част на Южна Дакота и северозападна Айова, а янктонаите скитат около Биг Сиукс Ривър, Джеймс и Ред Ривър в Северна Дакота.

## Култура
Сезонният цикъл през годината включва две основни дейности, всеобщ лов на бизони, един през пролетта и началото на лятото (юни-юли), и друг в края на есента и началото на зимата (ноември-декември). През останалите месеци малки групи и отделни лица ловуват бизони, когато има възможност, елени, мечки, антилопи, лосове, и по-дребни животни, а в реките и потоците ловят риба. Жените засаждат нивички с царевица и зеленчуци по терасите на Мисури, Джеймс, Вермилиън и други реки през март-май, преди пролетно-летния лов, и прибират реколтата след завръщането им от лова през август-октомври.
За разлика от своите сиукски роднини на изток и на запад, янктоните живеят през голяма част от годината в постоянни села. Използват три вида жилища – типита, куполовидна колиба покрита с треви и землянка (earthlodges).

## Население
Луис и Кларк оценяват населението им на 700. Зебюлон Пайк оценява населението на янктон и янктонаите на 4300 души общо. Доклад на Бюрото по индиански въпроси от 1842 г. дава 2500 янктон. През 1862 г. прогнозата е 3000 души, през 1867 г. 2530, а в 1886 г. 1776. Днес броят им не е известен със сигурност, тъй като са смесени с останалите сиукски племена в резерватите.

## Подразделения
През 1878 г. Джеймс Оуен Дорси получава от човек на име Ходещия елен имената на подразделенията на янктон:
- Чанкуте – Стрелящи в горите
- Чагу – Бял дроб
- Уакмухаоин – Обеци от тиква
- Ихаишдайе – Мазните уста
- Уачеунпа – Пекарите (Пекат си нещата)
- Икмун – Котка
- Ояте шича – Лошия народ
- Уасичун чинча – Синове на бели мъже

През 1891 г. Джоузеф Кук, който е бил мисионер при янктоните до 1870 г. получава от няколко мъже следните подразделения, игнорирайки Уасичун чинча:
- Ихаишдайе
- Уакмухаоин
- Икмун
- Уачеунпа
- Чанкуте
- Ояте шича
- Чагу[1][3]